# Brazil (1985.)
Brazil je film iz 1985. godine, režisera Terryja Gilliama.  Kroz crni humor i nadrealističke elemente prikazuje retrofuturističko, antiutopijsko društvo putem kojeg se kritiziraju razne teme iz društvenog i političkog života.
Radnja je smještena negdje u 20. stoljeću, u totalitarnoj državi komplicirane birokracije i sveprisutne neučinkovite tehnologije.  Glavni junak je Sam Lowry, sanjar čiji se mirni život činovnički zakomplicira kad, upuštajući se u ispravljanje birokratske greške, ženu iz svojih snova susretne u stvarnom životu i pokuša stupiti u kontakt s njom. 
Radni naslov filma je bio 1984 ½, no iste godine je izdana ekranizacija Orwellovog romana 1984., a osim toga Gilliam nije imao potrebnu licencu za takav naziv.  Umjesto toga je nazvan Brazil, po Aquarela do Brasil, popularnoj brazilskoj patriotskoj pjesmi iz 1939., koja je središnja glazbena tema filma.

## Likovi
- Sam Lowry (Jonathan Pryce) je sposoban ali neambiciozan činovnik koji nastoji mirno obavljati svoj posao, ne privlačiti pažnju nadređenih na sebe i izbjegavati promaknuća.  Komplicirana i neugodna okolina ga vrlo iritira što se odražava i u njegovim eskapističkim snovima u kojima se pojavljuje i nepoznata djevojka.
- Ida Lowry (Katherine Helmond) je dokona bogatašica, aktivna u društvenom životu, s vrlo dobrim vezama na visokim položajima koje puno vrijede u nepotističkom sustavu.  Osim sinove karijere, zaokupljaju je plastične operacije kojima se nastoji pomladiti, a vrijeme provodi sa svojim prijateljicama sličnih životnih interesa.
- Harry Tuttle (Robert De Niro) je buntovni majstor za grijanje koji vodi svoj privatni rat protiv birokracije tako što presreće pozive državnom servisu i zatim odlazi besplatno popraviti kvar prije dolaska službenika.
- Jack Lint (Michael Palin) je Samov prijatelj iz djetinjstva; iako manje sposoban od Sama, po riječima njegove majke, ambiciozniji je i snalažljiviji.   Zaposlen je u Odjelu za dobivanje informacija kao profesionalni mučitelj.  Njegovo prijateljsko i uglađeno ponašanje ničime ne odaju posao kojim se bavi iako karijeri posvećuje veliku pažnju.
- Jill Layton (Kim Greist) je Samova djevojka iz snova koju uskoro susreće i u stvarnom životu zaposlenu kao vozačicu kamiona.
- Kurtzmann (Ian Holm) je Samov nervozni šef koji se u potpunosti oslanja na daleko sposobnijeg Sama.  U stalnom je strahu od zapadanja u neprilike i trudi se izbjeći bilo kakve akcije koje nisu po pravilima ili koje bi od njega zahtijevale preuzimanje odgovornosti.

## Radnja
Zbog upadanja kukca u pisaći stroj dolazi do štamparske greške pa policija uhićuje i likvidira pogrešnog čovjeka.  Budući da je greška nastala i pri obračunu troškova smaknuća, krivica spada i na Samov odsjek pa ga šef šalje da odnese ček obitelji i tako ispravi nesporazum.  Prilikom posjeta on ugleda djevojku koju je prije viđao u snovima; uspijeva saznati njezino ime no ona odlazi prije nego što je uspije kontaktirati.  Da bi došao do dodatnih informacija o njoj odlučuje prihvatiti promaknuće koje je prije odbio te se zapošljava u Uredu za dobivanje informacija.  Pomoću novih ovlasti uspijeva doći u kontakt s njom, saznaje da se zove Jill, do kraja se čak i sprijatelje, ali on ubrzo biva uhićen zbog nereda koji je pri tome izazvao.  
U zatvoru ga obavještavaju da je Jill mrtva, nakon čega on prolazi kroz torturu koju vrši njegov nekadašnji prijatelj Jack.  Tada ga naizgled oslobađa njegov poznanik Tuttle, koji mu je prije popravio grijanje, ali ubrzo postaje jasno da je to Samova halucinacija i da je on i dalje u stolcu za mučenje.  Izmrcvarenog, ali i dalje živoga i utonuloga u vlastite snove, Jack i šef odsjeka ga napuštaju završivši svoj posao.

## Tema i motivi
Kroz cijeli film je prisutno kritiziranje i ismijavanje birokracije.  Glomaznost državnog aparata, zamršenost i suvišnost procedura kojima se koristi te opća neučinkovitost su dovedeni do apsurdnih razmjera.  Birokratske metode su prisutne u svim aspektima života u državi, čak i konobar u restoranu inzistira da Sam odabere jelo po broju, a ne nazivu.  Činovnici su prikazani kao potpuno nemotivirani za rad jer njihova zaposlenost i užurbanost nestaju čim ih šef prestane nadzirati; s druge strane, šefovi nastoje izbjegavati preuzimanje odgovornosti.  Nepotizam je također prisutan, a oni na nižim položajima se na razne načine ulaguju moćnijima: šef na zabavi krivo izgovara ime Jackove žene na što Jack reagira tako što je i on od tada počne zvati novim imenom.  
Posebno važnu ulogu u vlasti ima Ministarstvo informacija koje koristi 7% državnog budžeta da bi kontroliralo dostupnost i širenje informacija.  Prisutni su razni oblici propagande: plakati, stilski nalik onima iz Drugog svjetskog rata, su postavljeni svuda po gradu; Buttleov sin igra lutkama vojnika identičnim onima kakvi uskoro upadaju u sobu i odvode mu oca; veliki reklamni panoi zaklanjaju pogled na devastiranu gradsku okolicu.  Totalitarna vlast se već godinama bori protiv bombaških napada terorista, no uspjesi su slabi unatoč uvjeravanjima.  
U društvu su vidljive velike klasne razlike.  Samova majka i njezine prijateljice vode lagodne živote i pokazuju nevjerojatnu nezainteresiranost za socijalne probleme - nakon eksplozije u restoranu uopće ne obraćaju pažnju na nered koji je nastao nego nastavljaju svoj razgovor o plastičnim operacijama koje su im glavna zanimacija.  
Retrofuturistička tehnologija je sveprisutna: cijevi i žice se nalaze posvuda, njima je potpuno ispunjena i unutrašnjost zidova.  Strojevi obavljaju razne poslove, čak i ako su za to manje praktični i pouzdani od ljudi.  Sva tehnika je neprestano na rubu kolapsa, a monopol na njezino održavanje ima neučinkovita državna služba.  Industrijalizacija je ostavila uočljive posljedice i na okoliš koji je katastrofalno narušen.

## Utjecaji
Film ima dosta sličnosti s Orwellovim romanom 1984.; radni naslov je bio "1984 and ½".  Glavna tema i zaplet su vrlo slični: nezadovoljni pojedinac i sanjar se buni protiv totalitarnog poretka, kontaktira s teroristima i pri tome se upušta u ljubavnu vezu sa ženom.  U uredu postoji i cjevovod za transport dokumenata kao i u 1984.  Gilliam tvrdi da uopće nije pročitao knjigu prije pravljenja filma jer nije želio da ga optužuju za kopiranje   Arhivirana inačica izvorne stranice od 16. lipnja 2017. (Wayback Machine) (ali je bio upoznat s njezinim sadržajem ).  Brazil ipak ima dosta humornih elementa i prema temi se odnosi satirički za razliku od Orwellove knjige gdje prevladava ozbiljni ton.  Kritika zamršene birokracije, turobna atmosfera i nadrealistički elementi dosta podsjećaju i na djela Franza Kafke.  Kao jedan izvor inspiracije Gilliam navodi Federica Fellinija.

## Verzije
Postoje tri verzije filma koje se razlikuju po izboru scena, detaljima iz priče i trajanju.  Europska verzija traje 142 minute, a američka 132.  Uz Gilliamovu verziju za američku publiku, postoji još jedna verzija koju je napravio direktor kompanije Universal, zadužene za distribuciju, kako bi film učinio prihvatljivijim tamošnjem tržištu.  Gilliam je bio jako nezadovoljan njegovim uređivanjem pa ga je i tužio.

## Zanimljivosti
- Jedan plastični kirurg u filmu se preziva Chapman (patuljak na zabavi Samove majke).  Graham Chapman, Gilliamov kolega iz Monty Pythona, po profesiji je bio liječnik.
- Robert De Niro je bio zainteresiran za ulogu Jacka, no Gilliam ju je ranije obeća Palinu kojeg je smatrao idealnim za takvu ulogu.  Budući da je De Niro želio sudjelovati u filmu dana mu je uloga Tuttlea.
- Gilliam je bio nezadovoljan glumom Kim Greist pa je smanji broj scena u kojima se pojavljuje njezin lik, Jill.
- Šešir u obliku cipele kakav nosi Samova majka dizajnirao je Salvador Dali.
- Film je sniman 1984. godine, iste godine kada se odvija radnja Orwellovog romana slične tematike.  U jednoj sceni kad Sam stoji pred liftom, prikazani broj katova iznosi 84 (a kasnije 64 u istoj zgradi) što je moguća referenca na knjigu.

## Vanjske poveznice
- Brazil u internetskoj bazi filmova IMDb-a
- Brazil na www.filmsite.org
- Brazil na Rotten Tomatoes